# مویین‌کاج‌ها
مویین‌کاج‌ها (نام علمی: Nothotsuga) نام یک سرده از خانواده کاجیان است.